# 纺织街道
纺织街道是中华人民共和国内蒙古自治区鄂尔多斯市东胜区下辖的一个街道办事处。

## 行政区划
纺织街道下辖以下村级行政区划单位：
兴业社区、曙光社区、南湖社区、便民社区、三台基社区。